# Råmebo
Råmebo este o arie protejată (arie specială de conservare — SAC, sit de importanță comunitară — SCI) din Suedia întinsă pe o suprafață de 10,4 ha, integral pe uscat.

## Localizare
Centrul sitului Råmebo este situat la coordonatele 56°45′44″N 13°06′42″E / 56.7622°N 13.1117°E.

## Înființare
Situl Råmebo a fost declarat sit de importanță comunitară în ianuarie 2002 pentru a proteja un număr necunoscut de specii din flora spontană și fauna sălbatică aflate în arealul zonei. Situl a fost protejat și ca arie specială de conservare în martie 2011.

## Biodiversitate
Situată în ecoregiunea boreală, aria protejată conține 1 habitat natural: Păduri de fag Luzulo-Fagetum.
La baza desemnării sitului se află un număr nedeclarat de specii protejate.